# 群馬音楽センター

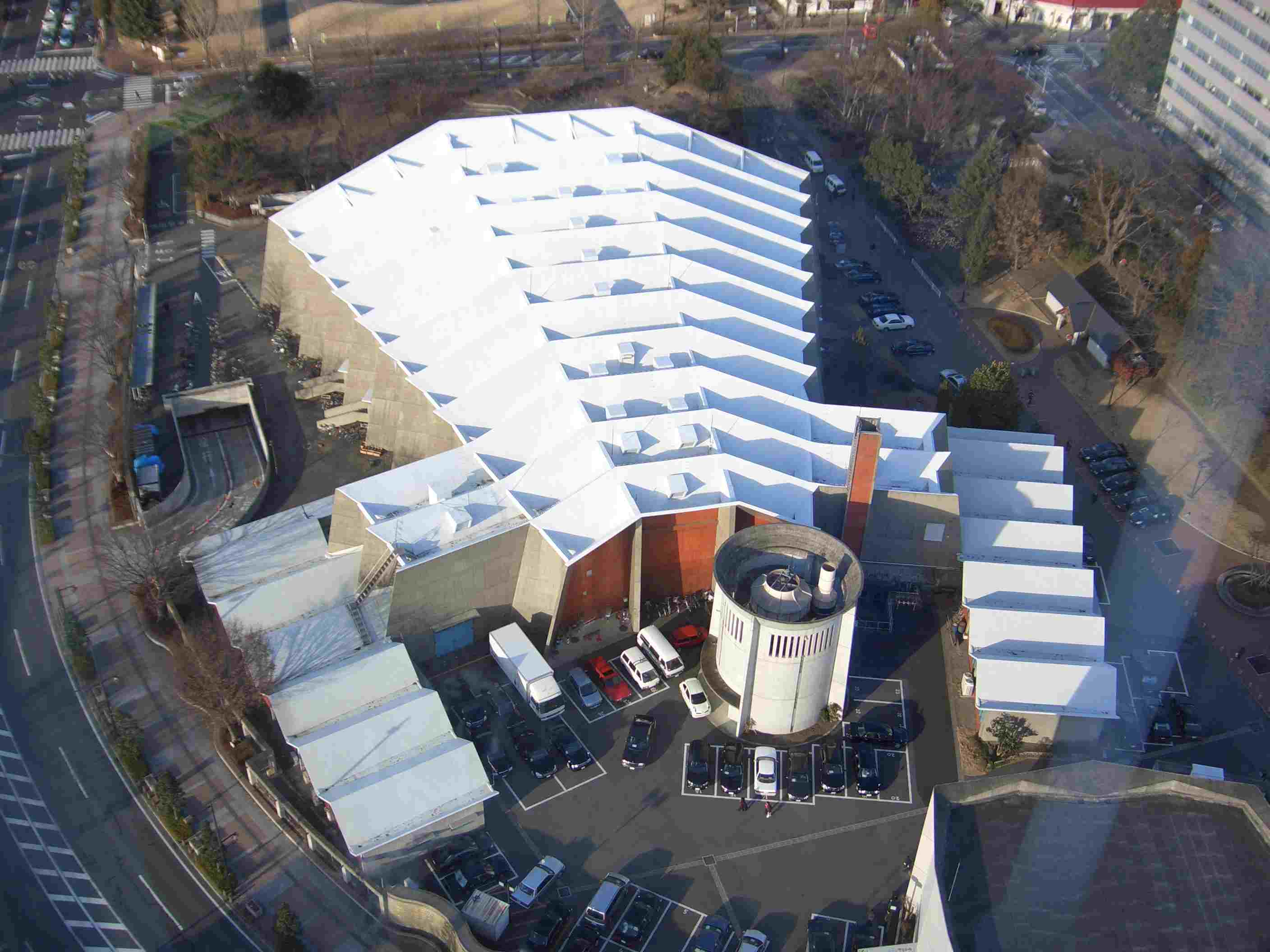
高崎市庁舎より群馬音楽センターを見下ろす

群馬音楽センター（ぐんまおんがくセンター）は、群馬県高崎市にある音楽ホールで、群馬県を代表する文化施設の一つである。

## 概要
建築家アントニン・レーモンド（1888年-1976年）により設計され、1961年7月に竣工した。彼を代表する作品の一つに数えられている。高崎城址に建設され、現在の高崎市の中心施設の一つとなっている。2019年9月まで群馬交響楽団の本拠地でもあった。
1999年にはDOCOMOMO Japanが選定する「日本の近代建築20選」（後の「DOCOMOMO JAPAN選定 日本におけるモダン・ムーブメントの建築」）にも選ばれ、日本に於けるモダニズム建築の代表の一つとされる。
1991年に群馬音楽センター「前庭」が、平成３年度手づくり郷土賞（施設部門）受賞。

## 施設要目
建設にあたっては、高崎市の予算が約7億円であった当時、市の予算から1億円、市民の寄付から1億円を募って建設された。
このことから「理想の公共建築」と評されたこともある（実際には、市の予算で2億円、市民の寄付が1億円の合計3億円かかった）。構造形式は最大スパン60mの鉄筋コンクリート折板構造で、内部は地下1階・地上2階で構成されている。
日本の建築家として著名な磯崎新に「日本におけるモダニズムのもっとも良質な部分をこの建物でみることができる。」と言わしめた。
しかし建設後半世紀を経過し、各部の老朽化が目立ち始めたことから、音楽ホールとしての機能を疑問視する意見もある。
高崎市では現在、群馬音楽センターの役割を継承する新たな施設として、栄町に高崎芸術劇場を建設した。
2019年9月の高崎芸術劇場オープン後も、廃止の予定は高崎市から発表されていない。